# عيد الديمقراطية (نيجيريا)
عيد الديمقراطية (بالإنجليزية: Democracy Day) هو عيد تحتفل به نيجيريا في 29 مايو من كل عام. يوافق يوم 29 مايو ذكرى تولي أوليسيغون أوباسانجو رئاسة نيجيريا يوم 29 مايو 1999 كأول رئيس مدني منتخب، وذلك بعد 16 عاماً من الحكم العسكري.